# Shea Couleé
Jaren Kyei Merrell (Warsaw, Indiana, 8 de febrer de 1989), de nom artístic Shea Couleé, és una personalitat pública estatunidenca i artista d'espectacles nocturns a Chicago, coneguda pel seu paper de drag queen. Va donar-se a conèixer a nivell nacional i internacional com a concursant de la temporada 9 de RuPaul's Drag Race i, més endavant, com a drag-queen guanyadora de la temporada 5 de RuPaul's Drag Race: All Stars.
El 2017 va llançar el seu EP debut, Couleé-D, amb els seus videoclips musicals. Des de llavors, ha continuat la seva carrera musical, ha participat en les seves pròpies sèries web i ha emprès gires nacionals i internacionals, com ara Werq the World, Haters Roast i A Drag Queen Christmas.

## Joventut i educació
Jaren Kyei Merrell va néixer a Warsaw, Indiana i va créixer a Plainfield, Illinois. Era el menor de cinc fills i la seva mare era ministra religiosa. Es va graduar en disseny de vestuari al Columbia College de Chicago el 2011. Durant el seu darrer any a Columbia, va els principals dissenys de The Winter's Tale de Shakespeare. Couleé ha actuat en obres de teatre des dels nou anys.

## Carrera

### RuPaul's Drag RaceiAll Stars 5

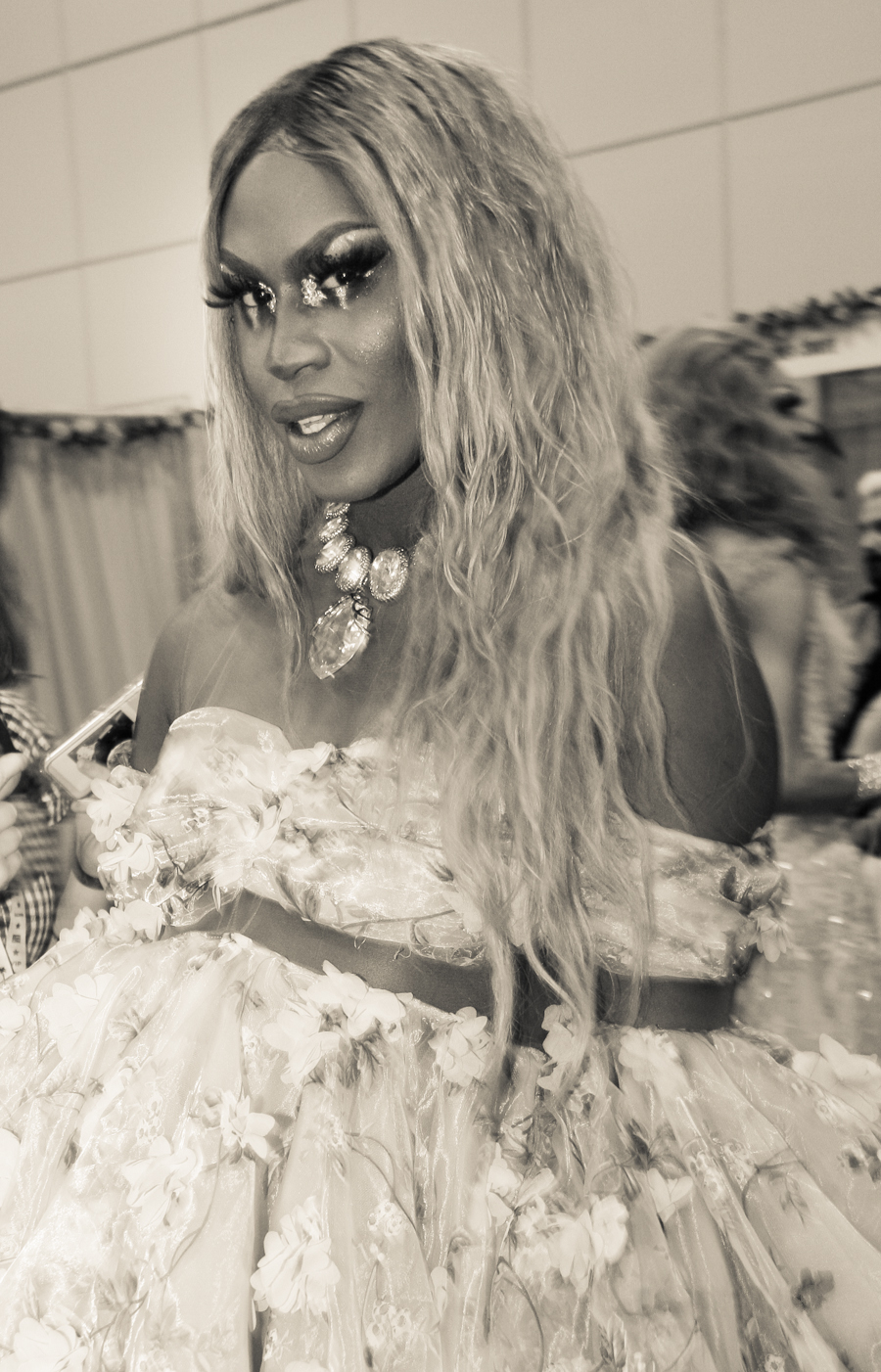
Couleé el 2018

Després d'audicionar cinc vegades, cada any des que va començar el programa, Couleé es va convertir en una de les 14 drag-queens de la novena temporada de RuPaul's Drag Race.
Coulée va arribar a la final de l'edició, però va perdre el playback de "So Emotional" de Whitney Houston contra Sasha Velour. Finalment, va quedar a la tercera/quarta posició. La derrota de Couleé va ser polèmica, i moltes persones van afirmar que Shea Couleé hauria d'haver guanyat la corona.
Des que va perdre la temporada 9, els fans van demanar a Couleé que competís en una All Stars.
El 8 de maig de 2020, Coulée va ser anunciada com a concursant de la cinquena temporada de RuPaul's Drag Race: All Stars. Després d'un playback de "Make Me Feel" de Janelle Monae, Couleé va ser declarada guanyadora d'All Stars 5.

### Música
El 2016, Couleé es va fotografiar a la revista Glossed and Found. Al maig de 2017, Couleé va actuar com a part de la gira Werq the World 2017. La gira, organitzada per Bianca Del Rio i Michelle Visage, també va comptar amb les drag queens Alaska Thunderfuck, Alyssa Edwards, Detox Icunt, Latrice Royale i Violet Chachki. Shea Couleé va coproduir, dirigir i protagonitzar la seva pròpia pel·lícula Lipstick City el juliol del 2017. Al juny del 2017, Couleé va llançar tres videoclips per promocionar el seu EP debut, Couleé-D. Va codirigir els vídeos musicals i va coproduir l'EP. Azealia Banks i Shea Couleé van anunciar els seus plans de publicar una col·laboració d'estudi. La col·laboració mai no va arribar a bon port després que Banks ignorés Couleé.